# Sprague (Connecticut)
Sprague város az USA Connecticut államában, New London megyében. Lakosainak száma 2967 fő (2020. április 1.).

## Népesség
A település népességének változása:

| 2010 | 2 984 |
| 2020 | 2 967 |